# Nyssodrysternum ptericoptum
Nyssodrysternum ptericoptum es una especie de escarabajo longicornio del género Nyssodrysternum, tribu Acanthocinini, subfamilia Lamiinae. Fue descrita científicamente por Bates en 1864.

## Descripción
Mide 7,95 milímetros de longitud.

## Distribución
Se distribuye por Bolivia, Brasil, Ecuador, Guayana Francesa y Perú.